# Guillaume Farinier
Guillaume Farinier (latinul: Guillelmus Farinerius), (Gourdon mellett, ? – Avignon, 1361. június 17.) középkori francia teológus, filozófus, bíboros.
Ferences rendi szerzetes volt, és a létezőről készített quaestiókat (Quaestiones de ente). A létezőket – akárcsak Szókratész és Platón – Farinier egymástól teljesen különböző (lat. totaliter differentes) szubsztanciáknak minősíti. Úgy véli, hogy az értelem tekintheti őket akár önmagukban (mint egyedeket), akár egyetemesen, akár mint az egyediség és egyetemesség szempontjából meghatározhatatlanokat. Ennek magyarázatára Farinier a 12. századi conformitas elvéhez fordul: tűz és tűz között „a dolog természeténél fogva nagyobb hasonlóság van, mint a tűz és a víz között” (lat. maior imitatio ex natura rei quam inter ignem et aquam).